# Associação pela Tributação das Transações Financeiras para Ajuda aos Cidadãos
A Association pour la Taxation des Transactions pour l'Action Citoyenne ("Associação pela Tributação das Transações Financeiras para ajuda aos Cidadãos"), mais conhecida pela sigla ATTAC, é uma organização criada a partir de uma proposta de Ignacio Ramonet, em 1998, na França.

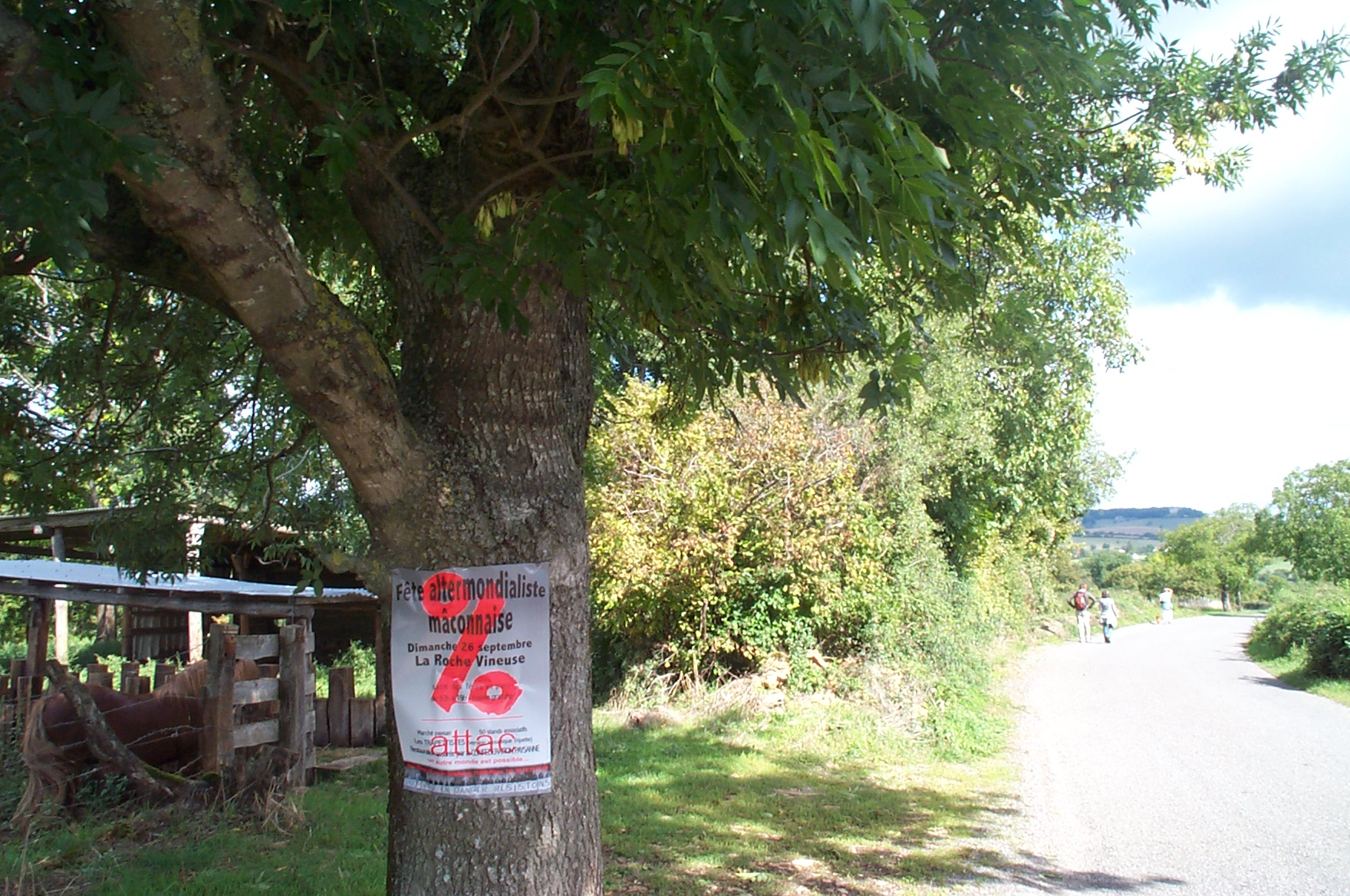
Cartaz da ATTAC na zona rural francesa.

## Proposta de ação
Originalmente a ATTAC tinha a finalidade de instituir um imposto sobre movimentações financeiras internacionais (a chamada Taxa Tobin" ), para restringir a especulação e financiar projetos de desenvolvimento ecológico e social.
Posteriormente ATTAC ampliou seu campo de intervenção e interesse, incluindo todos os aspectos relacionados à globalização. Monitora as decisões da Organização Mundial do Comércio (OMC), da Organização para a Cooperação e Desenvolvimento Econômico (OCDE), do Fundo Monetário Internacional (FMI) e acompanha as reuniões do G8 com o objetivo de influir sobre as decisões dos formuladores de políticas.
ATTAC afirma não ser antiglobalização mas ser crítica com relação à ideologia neoliberalismo que preside a globalização da economia. Portanto apóia políticas de globalização sustentáveis e socialmente justas. Um dos seus slogans é "O mundo não está à venda", denunciando a mercantilização da sociedade.

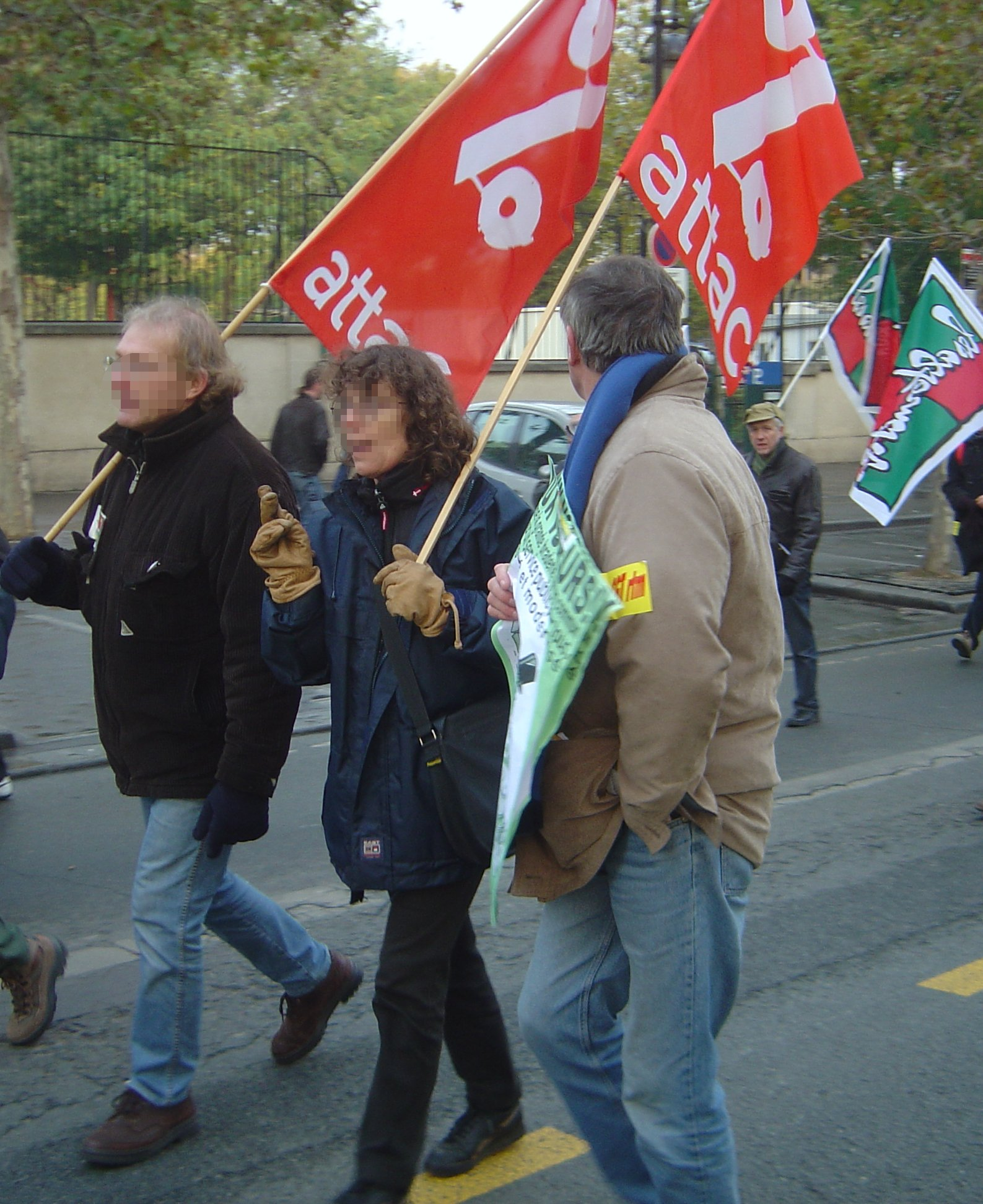
Manifestantes da ATTAC na França, contra a privatização e o desmantelamento dos serviços públicos.

### Membros Conhecidos
Destacam-se os presidentes honorários: Ignacio Ramonet, Bernard Cassen e Susan George.
Podemos ainda destacar personalidades como:
-  Estados Unidos: Noam Chomsky.
-  Bélgica: Éric Toussaint.
-  Espanha: Alberto Garzón, Vicenç Navarro, José Manuel Naredo, Arcadi Oliveres, Carlos Jiménez Villarejo, Daniel Raventós, Josian Barbosa Alemar, Juan Torres López.
-  França: Manu Chao, Chloé Frammery